# 克莱门特·哥特瓦尔德勋章
克莱门特·哥特瓦尔德勋章（捷克語：Řád Klementa Gottwalda）是捷克斯洛伐克共和国政府设立的勋章。

## 历史
该勋章最早由1953年2月3日第14/1953号法令设立，原名“建设社会主义祖国勋章”。该法令于1953年3月20日正式生效。
1955年2月8日第5/1955号法令将其名称修改为“克莱门特·哥特瓦尔德勋章”，副标题为建设社会主义祖国。该法令于1955年2月23日正式生效。
它为纪念捷克斯洛伐克共和国领导人克莱门特·哥特瓦尔德而设立。它授予为建设社会主义捷克斯洛伐克国家做出极大贡献的人士。可以是捷克斯洛伐克公民，也可以是外国公民。金日成曾获此勋章。
随着天鵝絨革命的爆发，它于1990年10月15日被正式废除。

## 样式
- 星章为五角星形，材料金质。五角末端处各有一颗小金珠，除去小金珠后的星章直径为45毫米。吊环与丝带链接。吊环上部有一金座，上刻有国名缩写。
- 期间因为国名的变更，所以缩写有两种：
  - 1960年之前 - ČSR（捷克斯洛伐克共和国）
  - 1960年之后 - ČSSR（捷克斯洛伐克社会主义共和国）

## 图集

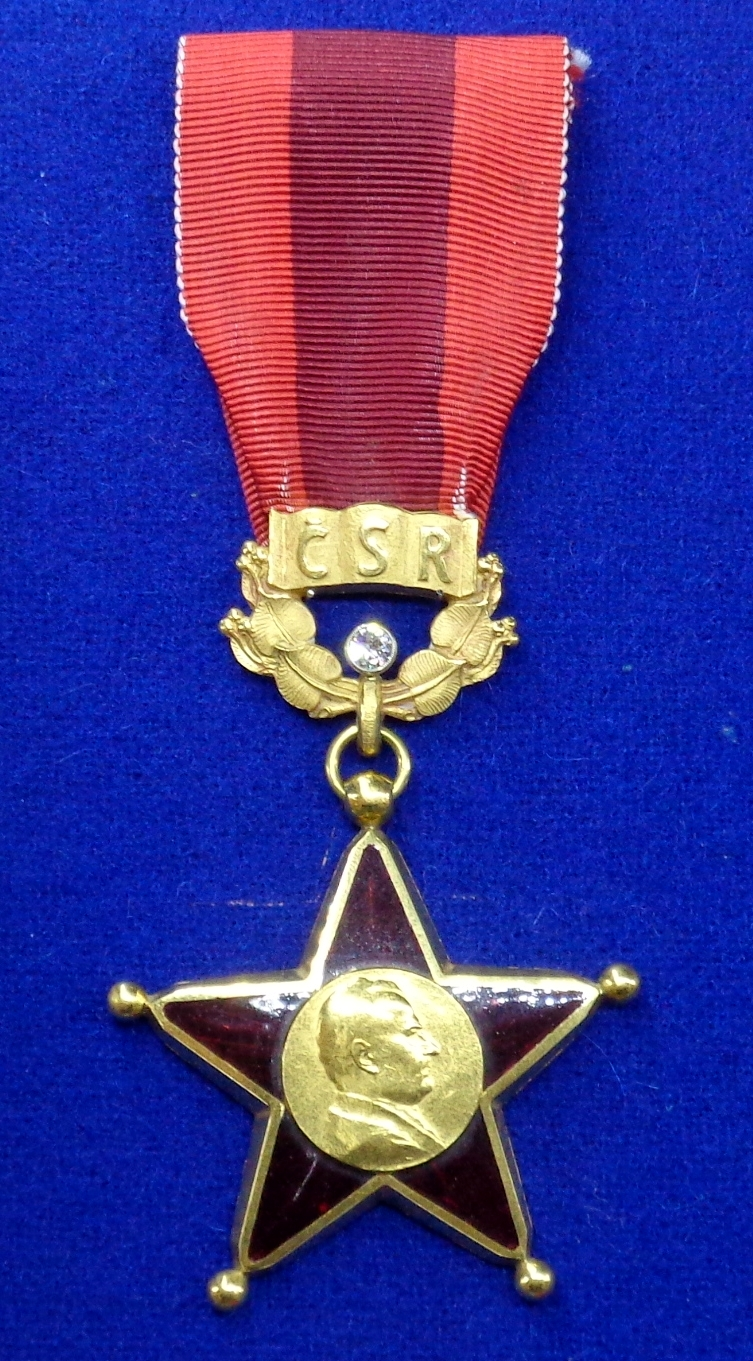
正面
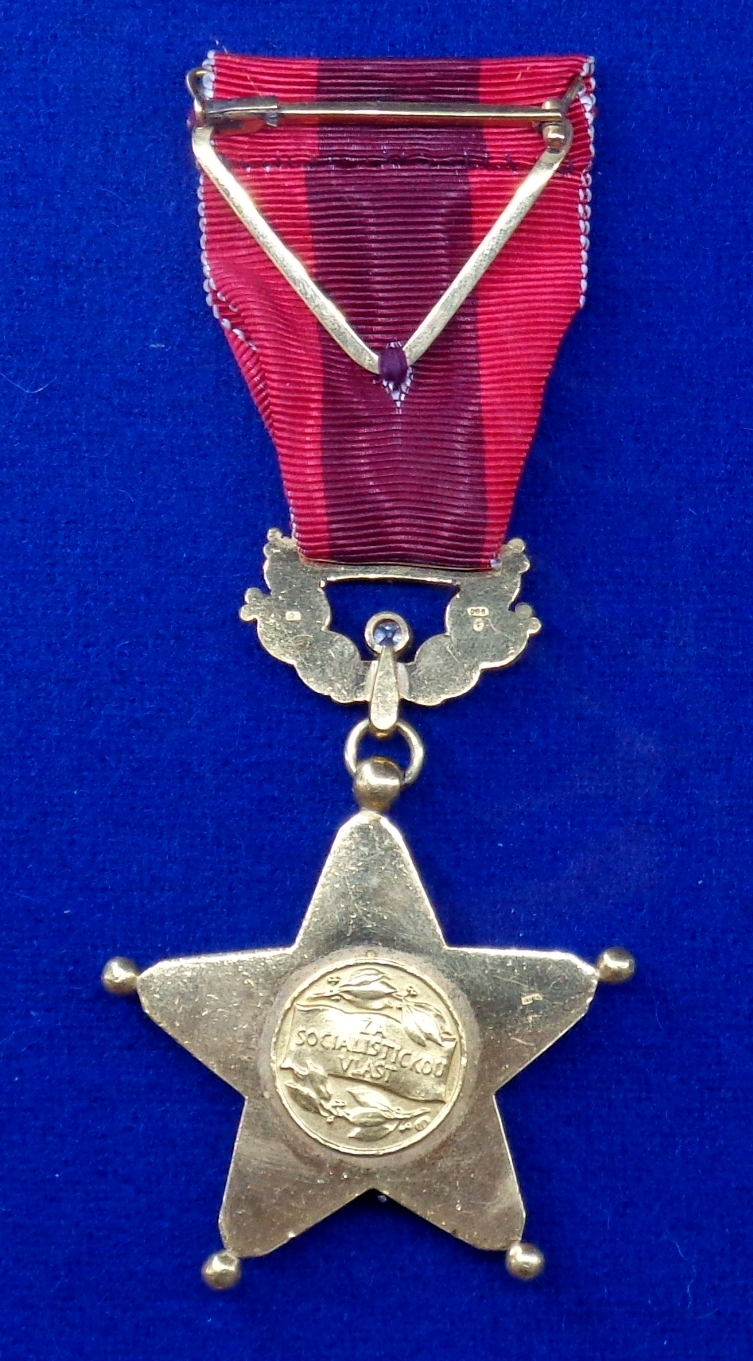
背面